# 大阪フィルム・カウンシル
大阪フィルム・カウンシル（正式名称：公益財団法人大阪観光局 大阪フィルム・カウンシル、英語表記：Osaka Film  Council）は、大阪における映像作品のロケの誘致や、撮影協力を行うことを目的としたフィルム・コミッションである。別名「大阪ロケ協」。

## 概要
大阪では1988年にハリウッド映画『ブラック・レイン』のロケが行われたが、撮影時に様々なトラブルが発生し、同作品の監督であるリドリー・スコットが激怒。ハリウッドに「日本はロケの実施が困難な国である」という悪評が広まった結果、大阪における海外作品のロケがその後一切実施されない状況が続いていた。
『ブラック・レイン』の大阪ロケに対する地元の協力が不十分であったことの反省を踏まえ、大阪では2000年2月23日、大阪府・大阪市・大阪商工会議所など地元の行政・経済界の協力により、日本初のフィルム・コミッションとなる大阪ロケーション・サービス協議会を設立した。
「大阪の知名度向上と集客力の強化、および大阪の映像関連産業活性化を図る」ことを目的として、国内外の映画・テレビドラマ・CM等の誘致に加えて、ロケ地の紹介、撮影に必要なスタッフ・機材・ホテル・車両・エキストラの手配等、大阪におけるスムーズな映像制作に協力している。
当初は大阪の企業や自治体に撮影交渉の窓口となる専門部署がなかったため、大阪フィルム・カウンシル側の低姿勢な依頼で何とか撮影協力が得られるような状況だった。しかし、その後映像作品による広告効果が徐々に認識されるようになったため、現在では協力作品数が年間150件前後で推移している。 
2000年8月には、国際フィルムコミッショナーズ協会（AFCI）へ加盟した。
2011年4月に、財団法人大阪観光コンベンション協会事業部へ組織を移管するとともに、現在の名称に変更。
2015年に、大阪観光コンベンション協会が公益財団法人大阪観光局に名称変更したことに伴い、公益財団法人大阪観光局の組織となる。
これらの実績が認められた結果、2016年には福山雅治が主演する中国映画『マンハント』の大阪ロケ誘致に成功した。大阪における海外映画のロケ実施は『ブラック・レイン』以来、28年ぶりとなる快挙であった。

## ロケ実績
初年度（2000年）に14件のロケを支援。2003年以降、大阪において毎年150件前後の作品制作を支援している。支援実績の詳細については下記の公式サイトを参照。
「過去の実績」（大阪フィルムカウンシル）